# Илай Браун
Илай Браун (на английски: Eli Brown) е американски писател, автор на бестселъри в жанровете исторически и приключенски роман.

## Биография и творчество
Илай Браун е роден на 7 юли 1975 г. в Сан Франциско, Калифорния, САЩ. Израства в Броули. От малък изучава карате. Учи изобразително изкуство в Калифорнийския университет в Санта Круз.
Първият му роман „The Great Days“ е публикуван през 2008 г. и засяга темата за Холокоста. За него е удостоен с наградата „Фабри“.
През 2013 г. е издаден приключенско-кулинарният му любовен роман „Канела и барут“. Той пресъздава история обратна на „Шехерезада“, в която плененият готвач Оуен Уеджууд е заставен да приготвя изискани ястия на Лудата Хана, капитан на пиратски кораб.
Илай Браун живее със семейството си в Санта Роза.

## Произведения

### Самостоятелни романи
- The Great Days (2008) – награда „Фабри“
- Cinnamon and Gunpowder (2013)
Канела и барут, изд.: „Смарт Букс“, София (2014), прев. Анна Христова и Елена Лорънс
- The Feasts of Tre-mang (2014) – кулинария